# Samir Amin
Samir Amin (født 3. september 1931, død 12. august 2018) var en egyptisk-født økonom. Han var en udvidet imperialismeteoretiker med argumenterende vægt på det "efterslæb" i form af de handelsvaner og infrastruktur, kolonimagterne efterlod, da de rømmede kolonierne, hvilket giver massive problemer med udviklingen i ulande.

## Amins teori
Samin Amin mente, at et centralt problem i verdensøkonomien er eksistensen af følgende monopoler for den industrielle del af verden:
- Det tekniske monopol
- Kontrolmonopolet over det globale finansielle system
- Tilgangsmonopolet over naturressourcer
- Monopolet på internationel kommunikation og medier
- Monopolet på masseudryddelsesvåben